# Suttree
Suttree (titre original anglais : Suttree) est le quatrième roman de l'écrivain américain Cormac McCarthy publié en 1979. 
En partie autobiographique, il a été comparé à Ulysse de James Joyce et Rue de la sardine de John Steinbeck par Richard B. Woodward (en) et à Huckleberry Finn de Mark Twain par Jerome Charyn. La revue littéraire britannique The Times Literary Supplement l'a qualifié de faulknerien et rapproché de Flannery O'Connor.

## Résumé
Situé en 1951 dans la banlieue de Knoxville dans le Tennessee, le roman suit Cornelius Suttree, « un alcoolique existentialiste déclassé », qui, depuis sa sortie de prison, est devenu pêcheur sur les berges de la rivière Tennessee.

## Accueil critique
Dès sa parution, le roman est salué par l'ensemble de la critique américaine : Anatole Broyard (en) dans le New York Times, Guy Davenport (en) dans le National Review et Shelby Foote dans le Memphis Press-Scimitar (en). Enfin le romancier Nelson Algren estime ainsi, dans le Chicago Tribune, que le roman est une mémorable comédie américaine d'un conteur original.